# Windows Driver Model
Windows Driver Model er en type hardwaredrivere, som er fælles for Windows 98 og NT.
| Software | Spire Denne artikel om software og programmering er en spire som bør udbygges. Du er velkommen til at hjælpe Wikipedia ved at udvide den. |